# Габровско въстание (1810)
Габровското въстание от 1810 г. е масов бунт на българите в Мизия срещу турската власт обхванал Разградско, Русенско, Беленско, Варненско, Плевенско и Централна Стара планина – Търновско, Габровско, Тревненско, Еленско и Балкана до южните му склонове над Казанлък на много места турски власти не се допускат и господството им е отхвърлено от въстаналите българи, улеснени от руското настъпление в Руско-турската война (1806 – 1812) приковало основните турски сили. Най-мащабните действия на въстаниците срещу поробителя са в района на Габрово и Шипченския проход през октомври и ноември 1810 г.

## Обстановка
Турският гарнизон в Русе капитулира на 22 юни, Видин е правзет след тежка битка на 22 юли. След отбитто от русите и сражаващите се заедно с тях българи турско контранастъпление с победата в битката при Батин до Русе на 26 август в руски отряд, под командването на княз Веземски към 29 август превзема Търново и Габрово, а руските разузнавателни части стигат до Казанлък. На 15 септември пада Русе. Друг отряд влиза в Плевен на 16 октомври и два дни по-късно в Ловеч.

## Действия на въстаниците
В тази обстановка въстаниците приковават сериозни турски сили в Разградско, Русенско, Беленско, Варненско. Няколко хиляди българи бунтовници, предимно от Габрово, Трявна, Търново и Елена, но и от селата Червен гайтан (сега неизвестно), Долна Гривица, Пелишат, Къшин, от града Плевен и от други места отхвърлят турската охрава, блокират във втората половина на октомври Шипченския проход и готови „да последват примера на сърбите“. т.е. да обявят всеобщо въстание за независимост и се отправят в Шипка по направление Казанлък.
Налата се концентрирането на значителни военни сили за да може турската войска да минава през Шипченския проход. От Цариград със султанска заповед за разправа с бунтовниците е изпратен Мехмед Джелядин, който в доклада си от 10 ноември 1810 г. пише, че въпреки настояването на Цариград не можал да стигне до много места и най-вече до Велико Търново, защото: презряната рая, която е обкръжила Балкана, прави това пътуване невъзможно, а след отделянето на достатъчно сили да пробият през прохода мръсните неверници се спуснали от южния скат и преврнали Шипка в център на своя въстанически лагер и не скривали намерението си да се придвижат още по на юг. Турчинът е силно обезпокоен, че разбира се властите в Казанлък, Стара и Нова Загора от известно време взимали строги мерки за потушаване на метежа но всички те нямали успех.
С падането на дълбоките декемврийски снегове проходите така и така се затворили за месеци и бунта явно стихнал защото повече сведения за него не е известно да има.